# Orazio Tedone
Orazio Tedone (Ruvo di Puglia, 10 marzo 1870 – Pisa, 18 aprile 1922) è stato un fisico e matematico italiano.
Si interessò di teoria dell'elasticità ed elettromagnetismo e fu membro dell'Accademia dei Lincei.

## Biografia
Nato e cresciuto a Ruvo di Puglia, completò gli studi universitari a Napoli e si laureò in matematica alla Normale di Pisa nel 1892. Inizialmente svolse il ruolo di assistente e poi divenne insegnante di meccanica razionale nello stesso ateneo. Diventato docente all'Istituto Tecnico di Milano, ottenne la cattedra di meccanica razionale all'Università di Pavia.
Tra il 1893 e il 1896 Tedone si dedicò alla ricerca scientifica con lavori sull'idrodinamica e l'elasticità. Nel 1899 l'Università di Genova gli affidò la cattedra di analisi superiore e statica grafica; nel 1902 fu poi assegnato alla cattedra di fisica matematica. In questo periodo sposò Amalia Lojodice, dalla quale ebbe un figlio, Giuseppe, divenuto anch'egli poi docente universitario. Nel 1911 divenne membro dell'Accademia Reale dei Lincei e nel 1921 ricevette una benemerenza. Nel 1922 ottenne il trasferimento all'Università di Napoli e l'assegnazione alla cattedra di fisica matematica. Tuttavia la sera del 17 aprile dello stesso anno fu trovato in pessime condizioni sui binari della stazione di Pisa, ferito gravemente. Morì durante il trasporto in ospedale e le sue ultime parole furono: "Quando uno nasce sfortunato...".
Suo figlio Giuseppe (Genova, 1911 – Roma, 1994) fu valente fisico-matematico, ordinario di meccanica razionale prima all'Accademia Aeronautica poi all'Università di Roma "La Sapienza".

## Attività scientifica
Le opere più significative di Orazio Tedone riguardano la teoria matematica dell'elasticità e l'integrazione dell'equazione dell'elettromagnetismo di Maxwell-Hertz. Nella dimostrazione di una formula sulla propagazione delle onde, fu il primo a servirsi di uno spazio a quattro dimensioni. Inoltre, estese la formula di Kirchhoff alle vibrazioni più comuni che possono avvenire in un mezzo elastico, omogeneo e isotopo. Si dedicò anche a problemi di statistica dei suddetti corpi e le sue formule erano famose per la semplicità. Tedone cercò di risolvere i problemi relativi all'integrazione delle equazioni di Maxwell e ne ricavò l'applicazione nel campo dell'ottica elettromagnetica, riuscendo a esprimere in maniera semplice e suggestiva il vettore elettrico e il vettore magnetico.

## Opere
- Sul moto di un fluido contenuto in un involucro ellissoidico (1893).
- Sulla linea elastica (1894).
- Sulla integrazione dell'equazione (1898).
- Sul sistema generale delle equazioni (1898).
- Sulla teoria degli spazi a curvatura costante (1899).
- Sull'equazione dell'elasticità in coordinate curvilinee (1899).
- Sulle equazioni delle vibrazioni dei corpi elastici (1900).
- Saggio di una teoria generale delle equazioni (1904).
- Sull'equilibrio di una piastra elastica, isotopa, indefinita (1904).
- Sui problemi di equilibrio elastico a due dimensioni (1905).
- Un teorema dell'equazione dell'elasticità (1907).
- Sui metodi della fisica matematica (1908).
- Sul pendolo a sospensione elastica (1913).
- Sui campi elettromagnetici (1915).
- Sull'integrazione delle equazioni di Maxwell (1916).